# Душан Савићевић
Душан Савићевић (Витасојевићи, Краљевина СХС, 1. јул 1926 — Београд, Србија, 2015) био је српски и југословенски андрагог. Радио је као асистент, доцент, ванредни и редовни професор за предмет андрагогија на Филозофском факултету у Београду.

## Биографија
Рођен је 1926. године у Витасовићима, општина Никшић у Црној Гори, која је тада била у саставу Краљевине Срба, Хрвата и Словенаца. Основну школу је завршио у родном месту, док је нижу гимназију у Котору 1941. када га је прекинуо Други светски рат у којем је и учествовао. После демобилизације, завршио је средњу учитељску школу, где је кратко и радио у пракси у области образовања. Службовао је као учитељ и управитељ основне школе, а затим као саветник за образовање при Среском народном одбору у Никшићу. Године 1952. уписао је студије педагогије на Филозофском факултету у Београду, на којем је и дипломирао у јуну 1956. године. Наредне две године је посветио постдипломским студијама из области андрагогије, а 1963. године одбранио је своју докторску дисертацију, под називом Проблеми интеграције, контакта и комуникације у образовању одраслих. Био је запослен на Филозофском факултету Универзитета у Београду све до своје пензије (1991), а за то време је био на дужности Шефа Катедре за андрагогију, Управник Одељења за педагогију и андрагогију, Управник Института за педагогију и андрагогију, као и заменик декана и декан Филозофског факултета. Осим у Београду, током своје богате и продуктивне каријере, предавао је и на многим другим универзитетима у бившој Југославији:  у Никшићу, Сарајеву, Загребу, Новом Саду, Нишу, Приштини и Скопљу.
Специјализирао се и усавршавао на неким од најеминентнијих универзитета, који имају развијену теорију и праксу образовања одраслих, као што су универзитети у Сједињеним Америчким Државама, Канади и Енглеској. Као професор по позиву држао је предавања на универзитету Симон Родригес у Каракасу (1977), на Висконсин универзитету (1984), Нормалном универзитету у Пекингу (1990). Такође је држао низ појединачних предавања на институцијама за образовање одраслих и универзитетима у Европи, Северној и Јужној Америци, Азији и Африци. Такође, у свим југословенским републикама је држао летње и зимске школе, као и краће курсеве и семинаре.
Савићевић је активно учествовао у најзначајнијим међународним конференцијама о образовању одраслих, чији је циљ био да се обликује и развије глобална свест у вези са значењем и значајем образовања одраслих. Такође је учествовао у спровођењу многобројних националних и међународних пројеката у области образовања одраслих, а на некима од њих је и сам био руководилац. Од посебне важности су пројекти које су реализовали УНЕСКО, ОЕЦД и Савет Европе.

## Научни и друштвени рад
Његови радови су историјске, емпиријске и теоријске природе и обухватају радове из области опште андрагогије, њене научне структуре и однос са другим наукама, филозофије доживотног образовања, образовне потребе и интереси као научни феономени, компаративно проучавање образовања са посебним нагласком на теоријско методолошким-димензијама. Бавио се историјским, теоријским и методичним проблемима појединих области образовања. Одлика његових радова је интердисциплинарност и допринео је битно разради концепције перманентног образовања и стратегије повратног образовања.
Такође је пружио значајан допринос професионализацији рада андрагога, под којом је подразумевао признату квалификацију засновану на универзитетском образовању. Због продуктивног рада на промоцији андрагогије и образовања одраслих, Савићевић је примио бројне националне награде и признања. Имајући у виду читав његов научни и професионални рад, можемо да кажемо да је Душан Савићевић једна од кључних личности у андрагогији и покрету за образовање одраслих широм света.
Најзначајнији доприноси Савићевића у области андрагогије се могу сумирати на следећи начин:
- утемељивање идентитета андрагогије у Југославији бројним студијама, књигама и расправама;
- покретање историјских, теоријских и емпиријских истраживања у области образовања и учења одраслих путем бројних пројеката којим је руководио;
- оснивао је Институт за педагогију и андрагогију на Филозофском факултету у Београду;
- оснивање самосталне студијске групе за андрагогију и организовање постдипломских студија, као и установљавање доктората из андрагогије;
- помагање и припремање научног и наставног подмлатка на другим универзитетима и центрима у Југославији за ову област;
- успостављање међународне научне комуникације у андрагогији, стваралаћко преношење идеја;
- утицај који је вршио ван Југославије.[2]

Активно је радио у међународном покрету за образовање одраслих:
- члан Извршног комитета за универзитетско образовање одраслих
- председник Међународног конгреса за универзитетско образовање одраслих у шестогодишњем мандату
- члан Извршног одбора Светског савета за образовање одраслих
- консултант УНЕСКО-а за образовање одраслих
- представник Југославије у Савету Европе за образовање одраслих

Његово име уврштено је у Ко је ко у свету (енгл. Who's who in the World) и у Међународном речнику за образовање одраслих (енгл. International Dictionary for Adult Education). Примљен је у Међународни хол (кућу) славних за образовање одраслих и континуирано образовање са седиштем у Оклахоми. Добитник је награде Народне Скупштине РС за изузетан допринос образовању. Такође, његови радови су превођени на енглеском, немачком, француском, руском, шпанском, финском, чешком, словачком, мађарском, арапском и кинеском језику.

## Дела
Многа дела професора Савићевића су преведена и објављена на више језика. У циљу да створи темељ за андрагогију као научну дисциплину, објавио је 26 књига у којима се бавио историјским, компаративним, филозофским, методолошким и дидактичким проблемима андрагогије.